# Кёр-д’ален (народ)
Кёр-д’ален — индейский народ в США. Традиционно проживали в северном Айдахо, восточном Вашингтоне и западной Монтане.

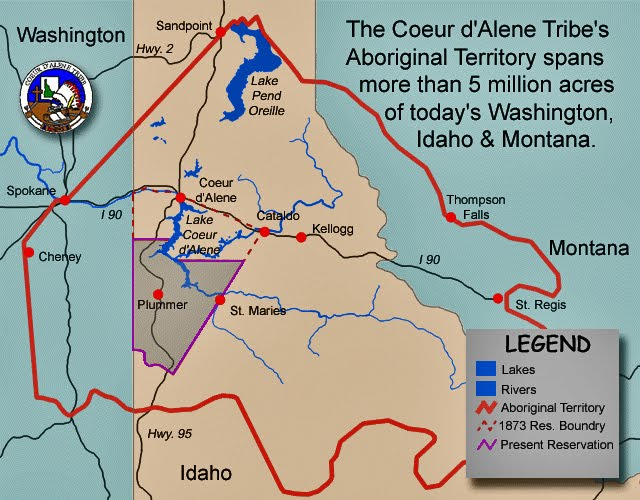
Территория кёр-д’ален.

## Название
Название кёр-д’ален на французском языке означает сердце-шило, так франкоканадские мехоторговцы назвали этот народ за их остроту ума и смекалку во время торговых операций. Самоназвание на родном языке — скицвиш, что означает Обнаруженный народ или Те, кто здесь находится.

## Язык
Ранее говорили на языке кёр-д’ален, который принадлежит салишской языковой семье, ныне почти все кёр-д’ален перешли на английский язык. Разработана программа спасения родного языка.

## История
Кёр-д’ален исторически состояли из 3 групп, каждая из которых занимала определённый район.  Первая группа проживала в районе реки Сент-Джо, вторая занимала долину Кер-д’Ален, третья обосновалась вдоль озера Кер-д’Ален и реки Спокан.
Со своими соседями, спокан и не-персе, поддерживали мирные отношения, делили охотничьи угодья, места рыбной ловли и сбора  съедобных растений. С белыми людьми вели активную торговлю за пределами своих земель, на свою территорию их не допускали. В апреле 1842 года  кёр-д’ален посетил бельгийский миссионер-иезуит Пьер Жан Де Смет, при помощи которого была основана миссия и многие индейцы были обращены в католичество.
В 1858 году, вместе с якама, палусами, спокан и северными пайютами вели войну с армией США, потерпели поражение и капитулировали. В ноябре 1873 года были вынуждены уступить территорию в 9 672 км² и поселиться в резервации площадью 1 390.24 км² на севере штата Айдахо.

## Численность
До появления европейцев численность народа составляла около 4 000 человек. С 1770 года различные эпидемии сильно сократили кёр-д’ален.
В  1827 сотрудник Компании Гудзонова Залива Джон Уоррен Дис оценил их численность примерно в 400 человек. В  1835—36 годах миссионер Сэмюэл Паркер насчитал в племени 700 человек. В 1841 году командующий морской экспедицией США Чарлз Уилкс определил численность народа в 450 человек. В 1870 году кёр-д’ален оставалось всего 300 человек, после этого их численность стала расти — 494 (1905 г.), 601 (1910 г.), 608 (1937 г.), 1 976 (2015 г.).